# Ahmed Abdulla Nasur
Ahmed Abdulla Nasur – ugandyjski piłkarz grający na pozycji pomocnika. W swojej karierze grał w reprezentacji Ugandy.

## Kariera klubowa
W swojej karierze piłkarskiej Nasur grał w klubie Maroons FC.

## Kariera reprezentacyjna
W 1974 roku Nasur został powołany do reprezentacji Ugandy na Puchar Narodów Afryki 1974. W tym turnieju zagrał w jednym meczu grupowym, z Zambią (0:1).
W 1978 roku Nasur został powołany do kadry na Puchar Narodów Afryki 1978. W tym turnieju zagrał w trzech meczach: grupowym z Marokiem (3:0), półfinałowym z Nigerią (1:2), w którym strzelił gola i w finałowym z Ghaną (0:2). Z Ugandą wywalczył wicemistrzostwo Afryki.